# جنگجویان رنگین‌کمان: مرد راستین
جنگجویان رنگین‌کمان:مرد راستین (انگلیسی: Seediq Bale) فیلمی در ژانر جنگی و درام است که در سال ۲۰۱۱ منتشر شد. از بازیگران آن می‌توان ماسانوبو آندو و ویویان هسو را نام برد.